# サン・フィーリ
サン・フィーリ（イタリア語: San Fili）は、イタリア共和国カラブリア州コゼンツァ県にある、人口約2,700人の基礎自治体（コムーネ）。

## 地理

### 位置・広がり

#### 隣接コムーネ
隣接するコムーネは以下の通り。
- マラーノ・プリンチパート
- モンタルト・ウッフーゴ
- パオラ
- レンデ
- サン・ルーチド
- サン・ヴィンチェンツォ・ラ・コスタ